# Gō
Pour les articles homonymes, voir GO.
 (septembre 2016).
 (mai 2020).
Gō (江, née en 1573 et décédée le 15 septembre 1626), également appelée Sūgen-in (崇源院) ou Oeyo, est un personnage important de la fin de la période Sengoku. Elle s'est mariée trois fois : d'abord à Saji Kazunari, son cousin ; puis au neveu de Toyotomi Hideyoshi, Toyotomi Hidekatsu, avec qui elle eut une fille nommée Toyotomi Sadako, plus tard mariée à Kujō Yukiie ; son troisième et dernier mari, Tokugawa Hidetada, est devenu le deuxième shogun Tokugawa. Elle eut sept enfants avec ce dernier : Senhime, Tamahime, Katsuhime, Hatsuhime (adoptée par Hatsu (personne), la sœur d'Oeyo), Iemitsu, Tadanaga et Kazu-ko.
Les fortunes changeantes de Hidetada ont également affecté la vie d'Oeyo. Les registres des marchands de produits de luxe donnent un aperçu du mécénat et des goût des dames parmi les classes privilégiées comme Oeyo et ses sœurs.

## Généalogie
Gō, également connue sous le nom d'Oeyo, était la troisième et plus jeune fille du daimyō Azai Nagamasa. Sa mère, Oichi no Kata, était la sœur d'Oda Nobunaga. Toyotomi Hideyoshi est devenu son père adoptif et son protecteur, avant son mariage.
Sa première grande sœur, Yodo-dono, également appelée « Chacha » enfant, était la deuxième épouse de Hideyoshi et la mère de Hideyori Toyotomi.
Sa deuxième grande sœur, Hatsu, était l'épouse de Kyōgoku Takatsugu, son cousin et daimyo de la province d'Otsu.

## Famille
- Père : Azai Nagamasa, daimyo du sud d'Omi et fils d'Azai Hisamasa
- Mère : Oichi no Kata, sœur d'Oda Nobunaga
- Beau-père : Shibata Katsuie
- Père adoptif : Toyotomi Hideyoshi
- Frère et sœurs :
  - Azai Manpukumaru, qui se suicide lors du siège d'Odani
  - Yodo-dono, concubine de Toyotomi Hideyoshi
  - Ohatsu, mariée à Kyōgoku Takatsugu
- Époux :
  - Saji Kazunari (m. 1583 div. 1584)
  - Toyotomi Hidekatsu (m. 1591-1592)
  - Tokugawa Hidetada
- Enfants :
  - De Hidekatsu 
    - Toyotomi Sadako, adoptée par Yodo-dono, ensuite mariée à Kujō Yukiie et plus tard adoptée par Tokugawa Hidetada

  - De Hidetada
    - Senhime, mariée à Toyotomi Hideyori puis à Honda Tadatoki
    - Tamahime, mariée à Maeda Toshitsune
    - Katsuhime, mariée à Matsudaira Tadanao
    - Hatsuhime, mariée à Kyōgoku Tadataka et adoptée par Hatsu.
    - Tokugawa Iemitsu, troisième shogun Tokugawa
    - Tokugawa Tadanaga
    - Tokugawa Masako, épouse de l'empereur Go-Mizunoo et mère de l'impératrice Meishō.

## Chronologie
- 1573 : naissance
- 1573 : Azai Nagamasa et Manpukumaru se suicident, Oichi et ses filles retournent au clan Oda.
- 1579 : déménagement au château d'Azuchi.
- 1582 : Oda Nobunaga est trahi et meurt.
- 1582 : Oichi se marie à Shibata Katsuie.
- 1583 : Shibata Katsuie et Oichi se suicident.
- 1583 : mariée à Saji Kazunari.
- 1584 : divorcée de Saji Kazunari.
- 1587 : Hatsu épouse Kyōgoku Takatsugu.
- 1589 : Yodo-dono donne naissance à Toyotomi Tsurumatsu.
- 1591 : Toyotomi Tsurumatsu meurt.
- 1591 : mariée à Toyotomi Hidekatsu.
- 1592 : Toyotomi Hidekatsu meurt.
- 1592 : donne naissance à Toyotomi Sadako.
- 1593 : Yodo-dono donne naissance à Toyotomi Hideyori.
- 1595 : mariée à Tokugawa Hidetada.
- 1597 (26 mai) : donne naissance à Senhime.
- 1599 (1er août) : donne naissance à Tamahime.
- 1601 (12 juin) : donne naissance à Katsuhime.
- 1601 : Tamahime épouse Maeda Toshitsune.
- 1602 (25 août) : donne naissance à Hatsuhime.
- 1603 : Senhime se marie à Toyotomi Hideyori.
- 1603 : Toyotomi Sadako épouse Kujō Yukiie.
- 1604 (12 août) : donne naissance à Iemitsu.
- 1605 : Hidetada devient shogun.
- 1606 (12 juin) : donne naissance à Tadanaga.
- 1607 (23 novembre) : donne naissance à Matsuhime aussi appelée Kazu-ko ou Tokugawa Masako.
- 1607 : Hatsuhime épouse Kyōgoku Tadataka.
- 1608 : Senhime donne naissance à Toyotomi Kunimatsu.
- 1611 : Katsuhime épouse Matsudaira Tadanao.
- 1613 : Tamahime donne naissance à Kametsuruhime.
- 1615 : Toyotomi Hideyori et Yodo-dono se suicident, le château d'Osaka brûle, Toyotomi Kunimatsu est exécuté et Senhime retourne au clan Tokugawa.
- 1615 : rencontre avec son beau-fils, Hoshina Masayuki.
- 1616 : Senhime se marie à Honda Tadatoki.
- 1616 : Tamahime donne naissance à Maeda Mitsutaka.
- 1617 : Tamahime donne naissance à Maeda Toshitsugu.
- 1618 : Senhime donne naissance à Katsuhime.
- 1619 : Senhime donne naissance à Kochiyo.
- 1620 : Masako épouse l'empereur Go-Mizunoo.
- 1621 : le fils de Senhime, Kochiyo meurt.
- 1621 : Tamahime donne naissance à Tomihime.
- 1621 : Masako donne naissance au prince impérial Sukehito.
- 1623 : Iemitsu devient shogun.
- 1623 : Iemitsu épouse Takatsukasa Takako.
- 1624 : Tokugawa Masako donne naissance à l'impératrice Meishō.
- 1625 : Masako donne naissance à Onna-ni-no-Miya.
- 1626 : meurt alors que Hidetada et Iemitsu étaient à Kyoto.
- 1626 : Masako donne naissance au prince impérial Takehito.
- 1626 : reçoit le rang posthume de Juichii.

## Inhumation
Après que Hidetada a démissionné du gouvernement en faveur de son fils aîné en 1623, Oeyo prend le nom bouddhiste de Sūgen-in (崇源院). Son mausolée est au temple Zōjō-ji à Shiba, Tokyo.

## Taiga drama
NHK a lancé en 2011 un taiga drama fondé sur sa vie, appelé Gō : Himetachi no Sengoku.

## Manga
Le manga Gou - Himetachi no sengoku retrace sa vie.